# Skinnerhyus
Skinnerhyus shermerorum — вимерлий вид пекарі з пізнього міоцену штату Небраска, США. Він мав порівняно величезні, схожі на крила, вилиці.